# نهائي دوري أبطال آسيا 2016
نهائي دوري أبطال آسيا 2016 هو النهائي رقم 35 من بطولة دوري أبطال آسيا والنهائي 16 بنسخته الجديدة. يجمع بين نادي العين وجونبك هيونداي موتورز ولعب نهائي الذهاب بتاريخ 18 نوفمبر على ملعب ملعب جيونجو كأس العالم في جونجو على أرض نادي العين ونهائي الإياب بتاريخ 26 نوفمبر على استاد هزاع بن زايد في العين على أرض جونبك هيونداي موتورز.

## عن الفريقين
في الجدول التالي، كانت النهائيات حتى عام 2002 في عصر بطولة الاندية الاسيوية أبطال الدوري، منذ عام 2003 كانت في عصر دوري أبطال آسيا.
| الفريق               | المنطقة | نهائيات سابقة (الخط العريض يشير لسنة الفوز) |
| -------------------- | ------- | ------------------------------------------- |
| جونبك هيونداي موتورز | الشرق   | 2006، 2011                                  |
| العين                | الغرب   | 2003، 2005                                  |

## الطريق إلى النهائي
ملاحظة: في جميع النتائج أدناه، يتم عرض النتيجة النهائية للمرحلة النهائية (أ: على الأرض؛ خ: خارج الأرض).
| م | الفريق                 | لعب | نقاط |
| - | ---------------------- | --- | ---- |
| 1 | جيونبوك هيونداي موتورز | 6   | 10   |
| 2 | إف سي طوكيو            | 6   | 10   |
| 3 | جيانغسو سونينغ         | 6   | 9    |
| 4 | بيكامكس بين دونغ       | 6   | 4    |

| م | الفريق   | لعب | نقاط |
| - | -------- | --- | ---- |
| 1 | الجيش    | 6   | 10   |
| 2 | العين    | 6   | 10   |
| 3 | الأهلي   | 6   | 9    |
| 4 | نسف قرشي | 6   | 5    |

## تفاصيل المباراة

### مباراة الذهاب
| جونبك هيونداي موتورز    | 1–2   | العين      |
| ----------------------- | ----- | ---------- |
| ليوناردو 70'، 77' (ض.ج) | تقرير | دانيلو 63' |

### مباراة الإياب
| العين           | 1–1   | جونبك هيونداي موتورز |
| --------------- | ----- | -------------------- |
| لي ميونغ-جو 34' | تقرير | هان كيو وون 30'      |

## روابط إضافية
- دوري أبطال آسيا، the-AFC.com